# Agència de lectura pública
Una Agència de lectura pública és un tipus d'institució cultural definit en l'Article 27 de la Llei 2011 de Biblioteques de la Comunitat Valenciana. Regula aquells equipaments que fomenten la lectura existents en poblacions que no superen els 5.000 habitants. Per llei, han de tenir com a mínim 150 metres quadrats útils d'ús bibliotecari, complir la normativa específica sobre persones amb discapacitat i en matèria d'accessibilitat i supressió de barreres arquitectòniques, urbanístiques i de la comunicació i disposar en la plantilla de la corporació municipal, com a mínim, d'un auxiliar de biblioteques.